# Distretto di El Kouif
Il distretto di El Kouif è un distretto della provincia di Tébessa, in Algeria, con capoluogo El Kouif.